# Рица
Ри́ца (Большая Рица; абх. Риҵа, груз. რიწა) — горное озеро ледниково-тектонического происхождения на Западном Кавказе, в Абхазии, в Гудаутском районе частично признанной Республики Абхазия, согласно административному делению Грузии — в Гудаутском муниципалитете Абхазской Автономной Республики. Крупнейшее озеро Абхазии.

## География
Расположено на высоте 950 м над уровнем моря в бассейне реки Бзыбь, в глубоком лесистом ущелье рек Лашипсе и Юпшары, к востоку от Гагрского хребта. Горы, окружающие озеро, имеют высоту 2200—3200 метров. Площадь — 1,5 км², длина — 2,5 км, ширина — от 270 до 870 метров. Средняя глубина составляет 63 м, наибольшая — 116 м. Питание дождевое и снеговое, сезонные колебания уровня воды составляют 2—3 м. Средняя температура воды на поверхности озера выше 10 °C (с конца июня по октябрь), наивысшая — 17,6 °C (август), в зимнее время (в феврале) средняя температура равна +3,8 °C.
Рица замерзает в очень суровые зимы. Тогда почти вся её поверхность покрывается слоем льда толщиной 1—5 см. В особенно снежные зимы покров снега в районе Рицы достигает 7—11 м, обычно же не превышает 2—3 м.
Цвет водного зеркала меняется по временам года. Причина этого явления кроется в разной степени прозрачности вод впадающих рек и развитием микроскопических водорослей — фитопланктона в самом водоёме. Весной и летом преобладает зелено-жёлтый цвет воды, осенью и зимой — холодный сине-голубой.
Из озера Рица вытекает река Юпшара, впадающая в реку Гега, а та, в свою очередь, в реку Бзыбь. Озеро образовалось приблизительно 250 лет назад, когда часть горы Пшегишхва обрушилась в реку Лашипсе (Лашпсы) и запрудила её.
Озеро также питают реки Водопадная, Четыре Черкеса, Ацетука, Турбаза, а также несколько ручьёв и родников.
В озере обитает форель, акклиматизирован сиг, голавль.
Неподалёку находится озеро Малая Рица, площадью 0,2 км².

## Туризм
Исключительная живописность озера сделала его одной из главных туристических достопримечательностей Абхазии. На берегу озера находится дача Сталина и примыкающая к ней дача Хрущёва. На дачах сохранилась историческая мебель и предметы интерьера, проводятся экскурсии. Озеро и прилегающие к нему территории относятся к Рицинскому реликтовому национальному парку.
На восточном берегу в буковой роще располагается туристическая автостоянка с местами для палаток. Есть галечный пляж с отгороженной территорией для купания в заливе, где вода, как правило, на 1—3 градуса теплее, чем во всём озере.
От побережья Чёрного моря к озеру ведёт автомобильная дорога, проходящая по долинам рек Бзыбь, Юпшара и Гега и уходящая выше, на климатический курорт Ауадхара.

## Галерея

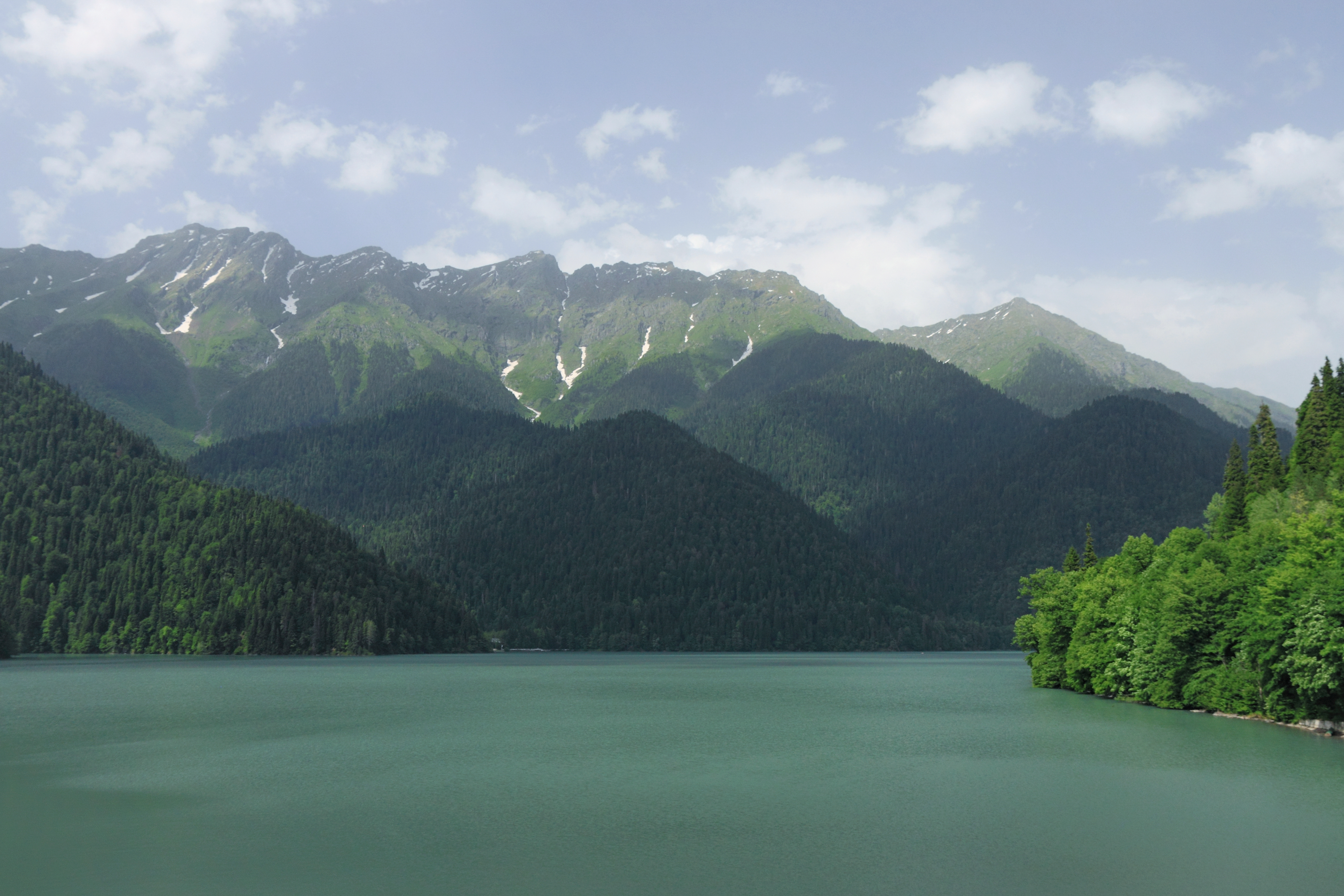
Озеро Рица с юго-запада
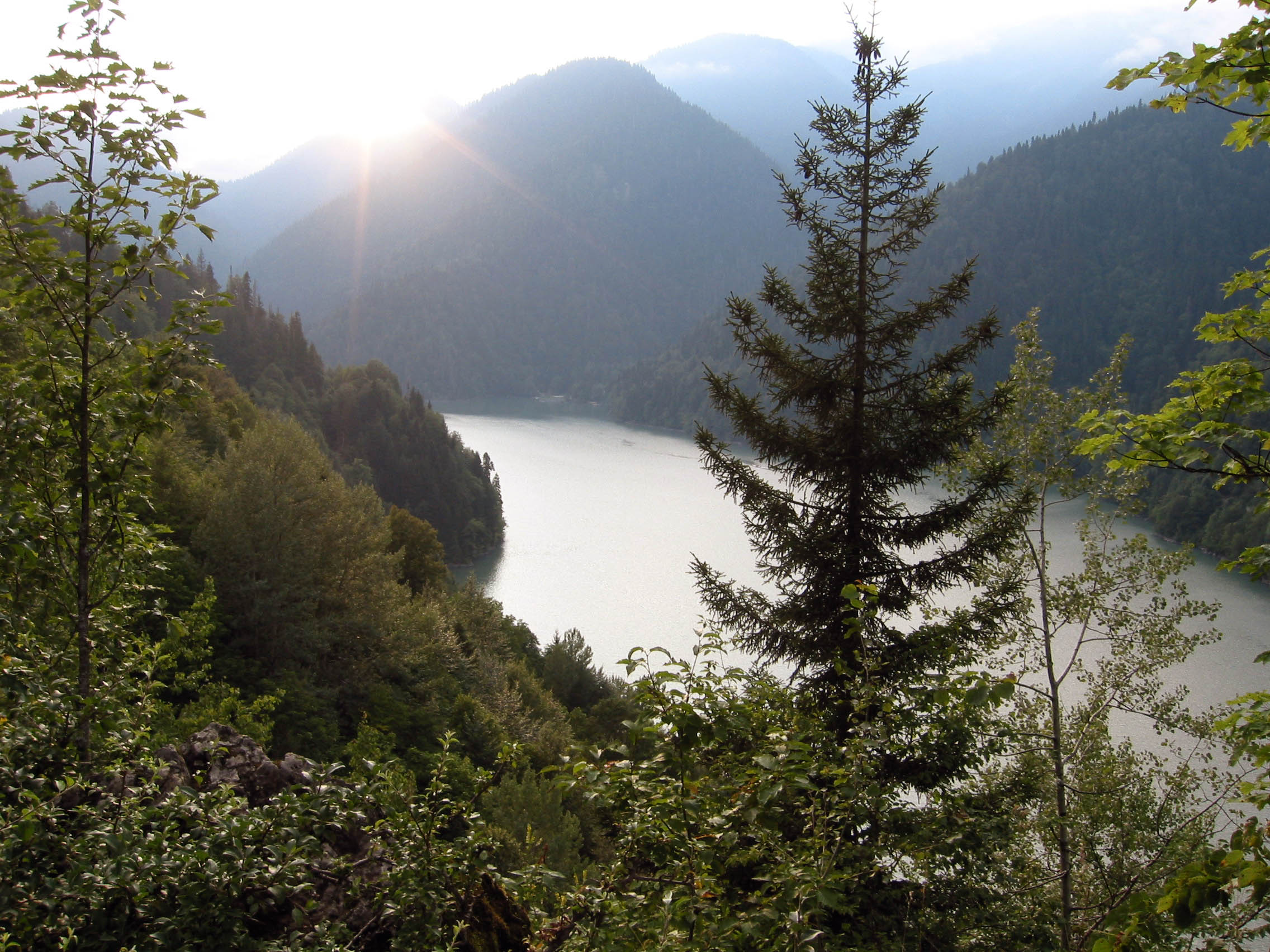
Озеро Рица
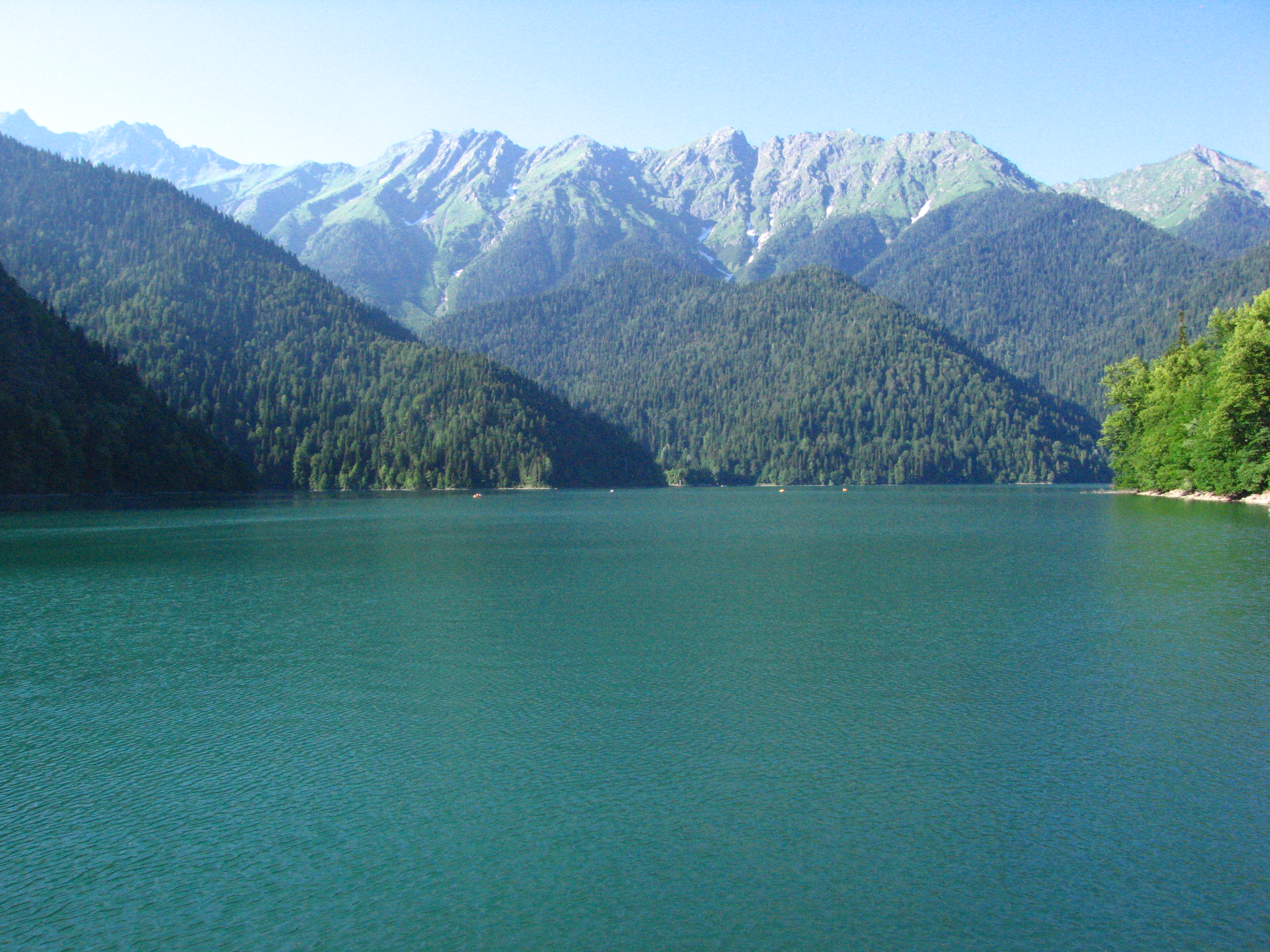
Рица
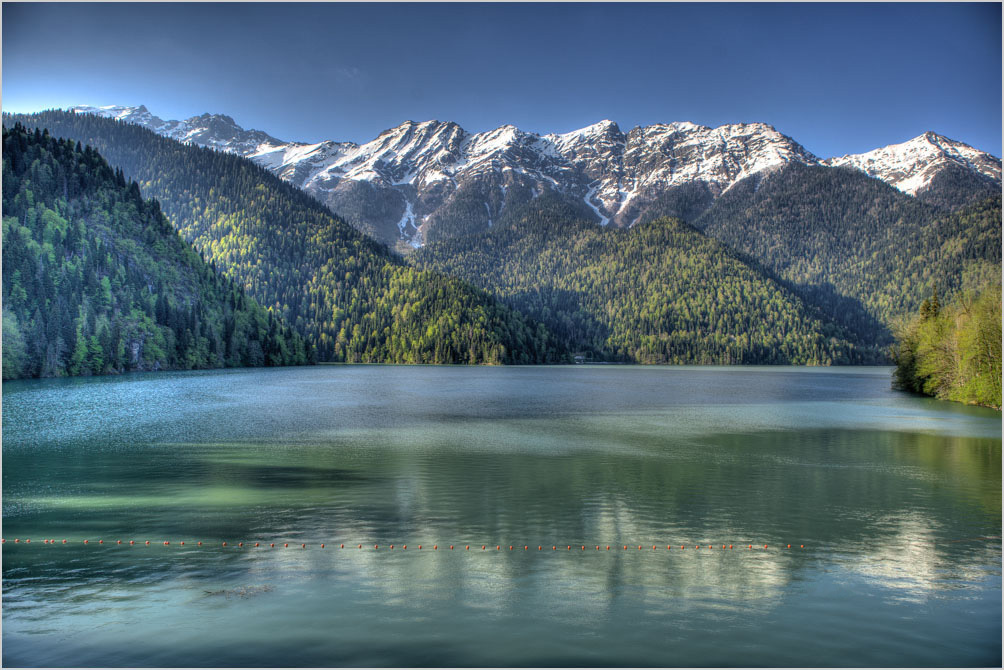
Озеро Рица, 2013
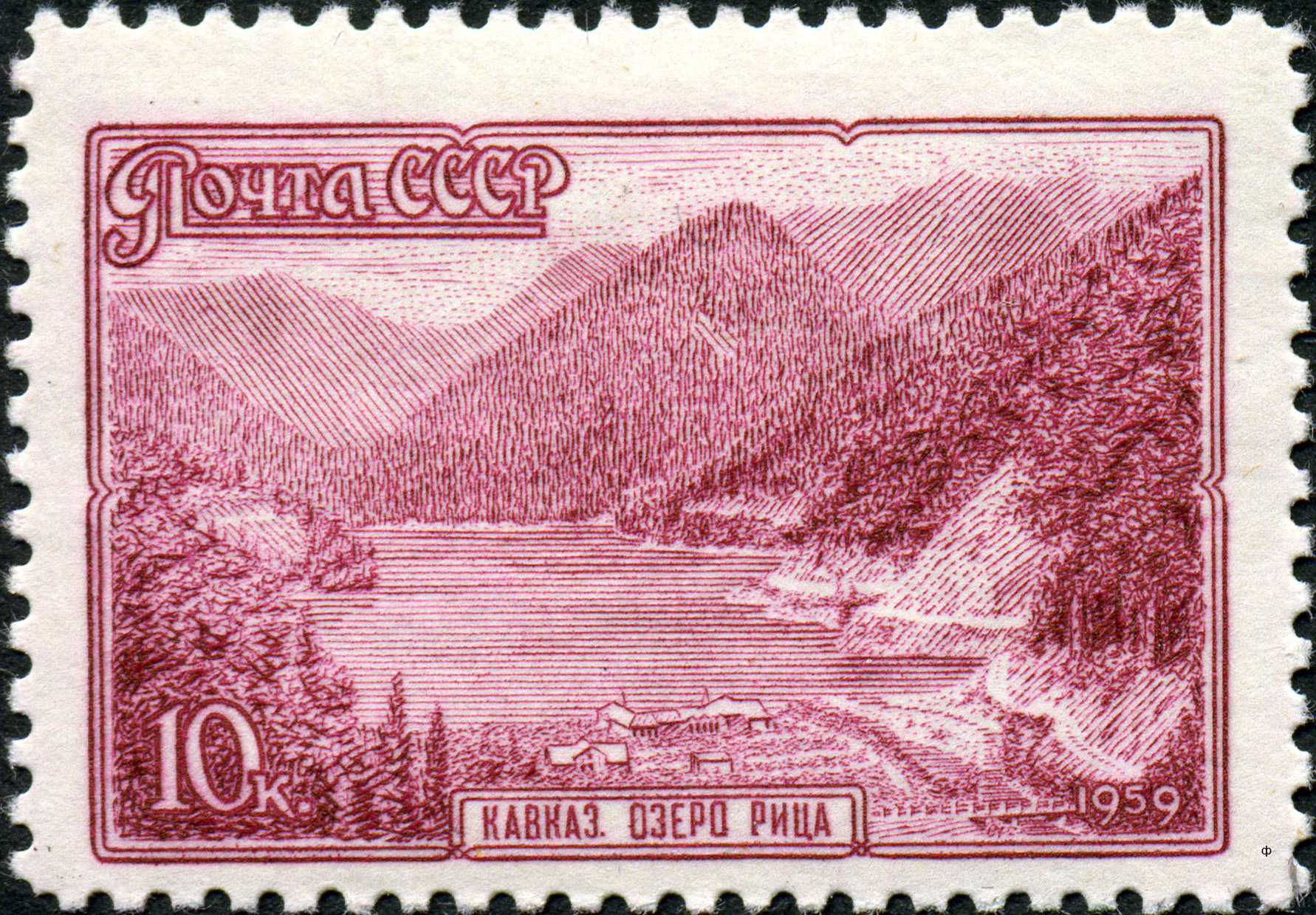
Озеро на почтовой марке СССР